# Nur-ad-Din Mahmud
Nur-ad-Din Mahmud (àrab: الملكُ العادلُ أبو القاسمِ نور الدين محمود بن عمادِ الدِّين زَنْكِي)  (Mossul, 11 de febrer de 1118 - Damasc, 15 de maig de 1174) de nom complet, Abu-l-Qàssim Nur-ad-Din Mahmud ibn Imad-ad-Din Zanguí ibn Aq-Súnqur, també conegut com a Nur-ad-Din, fou el més destacat atabeg zengita de Síria, fill del fundador Zengi.

## La guerra contra els croats
Quan Zengi fou assassinat al setge de Kalat Jabar el 15 de setembre de 1146 les seves tropes es van dispersar, però dos dels seus fills van aconseguir reprendre el control i es van repartir de fet els dominis paterns: Nur-ad-Din Mahmud, el germà gran, prengué el control d'Alep, i el seu germà petit Sayf-ad-Din Ghazi I va esdevenir sobirà a Mossul. Això va facilitar de fet l'actuació de Nur-ad-Din contra els croats al no haver de gastar energies a Mesopotàmia contra els seljúcides i abbàssides. Nur-ad-Din va conservar bones relacions amb el seu germà, cosa que li va garantir una rereguarda segura. Un tercer germà, Núsrat-ad-Din Amir-Amiran era governador d'Haran i el quart, Qutb-ad-Din Mawdud, va succeir a Sayf-ad-Din Ghazi I a Mossul (quan va morir tres anys després, el 1149). Una germana fou l'esposa de l'emir Nàssir-ad-Din as-Surí.
A Alep, Nur-ad-Din va comptar amb la cooperació del cap kurd Xirkuh, servidor de Zengi. Sawar, governador fatimita d'Alep, va reconèixer la sobirania zengita i el va seguir Hamat on era amir Salah-ad-Din al-Yaghisiyari. Quan Ramon de Poitiers, príncep d'Antioquia (1136–1149), es va assabentar de la mort de Zengi, Nur-ad-Din ja feia set dies que dominava Alep. Va enviar tropes contra Alep i contra Hamat, però foren rebutjades. Joscelí II va aprofitar el moment per reconquerir Edessa el 27 d'octubre de 1146 amb suport dels armenis locals (la seva mare era armènia), però Nur-ad-Din Muhàmmad, el fill del ortúquida Kara Arslan d'Hisn Kayfa, assetjà de nou la vila, d'on Joscelí fugí el 2 de novembre de 1146 cap a Sumasyat. Edessa fou reconquerida poc després i la seva població cristiana, que era siriana o armènia, fou massacrada.
Nur-ad-Din va seguir amb el projecte del seu pare de conquerir Damasc i el maig del 1147, aliat a Muín-ad-Din Únur, emir burida de Damasc, va combatre els francs a l'Hauran. Altuntaix, governador de Bosra i Salkhad, volia fer-se independent de Damasc i havia buscat l'aliança dels croats de Jerusalem, que havien iniciat la Segona Croada, però aquests foren rebutjats. El 24 de juny de 1148, després de forts debats, els croats van decidir atacar Damasc i es van presentar davant la ciutat el 24 de juliol. Muín-ad-Din Únur va cridar en ajut a Nur-ad-Din Mahmud d'Alep i a Sayf-ad-Din Ghazi I de Mossul; aquesta amenaça va fer aixecar el setge als croats el 28 de juliol.

## Unificació del sultanat
El 1149 va decidir atacar Ramon d'Antioquia a Afamiya (ocupada pels francs) i a Inab que dominava la vall del Ghab; el 29 de juny de 1149 va derrotar els croats al Ard al-Hatim i va ocupar el territori entre el Ruj i l'Orontes, entrant a Afamiya i a Kalat al-Mundik, i finalment a Harim; llavors va marxar per assetjar Antioquia però finalment es va ajustar una treva. El 28 d'agost de 1149 va morir Muín-ad-Din Únur i el va succeir Mujir-ad-Din Àbaq. Nur-ad-Din, al·legant moviments dels francs al Hauran, va demanar un contingent a Damasc, però Àbaq va invertir les aliances i va cridar en ajut als francs de Jerusalem contra els alepins. Aquestos van creuar la Beka i l'Antilíban i es van reagrupar a uns 15 km al sud-oest de Damasc a Manazil al-Asakir (25 d'abril de 1150). Nur-ad-Din va llençar una proclama als habitants de Damasc però no tenia prou partidaris per a prendre el poder i es va retirar a Alep perquè Joscelí II d'Edessa havia estat capturat per turcmans (abril de 1150) i empresonat a Alep. Aprofitant aquest fet el sultà de Rum, Massud I, va assetjar Tilbeşar i va cridar Nur-ad-Din per ajudar-lo, cosa que el zengita va acceptar. Massud va poder ocupar totes les places a l'oest de l'Eufrates mentre Nur-ad-Din atacava la regió de l'alt Afrin controlant les rutes d'Antioquia cap al nord i a la tardor del 1150 va ocupar la regió propera a al-Bira a la riba dreta de l'Eufrates.
La primavera del 1151 es va discutir la pròrroga de la treva entre Damasc i Jerusalem i llavors Nur-ad-Din va marxar a Damasc i va acampar al sud de la ciutat; però no va tenir èxit i es va retirar a la vall del Barada. Els francs van entrar a Damasc i van cobrar la indemnització pactada (juliol de 1151) retornant a Jerusalem. Llavors Nur-ad-Din va reprendre el setge de Damasc que finalment va acceptar la seva sobirania nominal (lectura del seu nom a la khutba i a les monedes).
L'abril o maig del 1152 Nur-ad-Din va ocupar Tartus entre Laodicea del Líban i Trípoli del Líban, tallant així la via entre el comtat de Trípoli i el principat d'Antioquia. Mentre Mujir-ad-Din Àbaq de Damasc preferia el protectorat dels francs i el zengita va enviar els seus agents que van fer una intensa propaganda, i es van valer d'enganys; els avituallaments des del sud foren interceptats i així els preus van pujar i van causar la fam i l'hostilitat contra el govern; Nur-ad-Din va negociar amb els ahdath (la milícia d'infanteria local) i amb els zu'ar que es reclutaven entre les capes baixes. Mujir-ad-Din va cridar els francs en ajut però abans que aquests poguessin arribar, Nur-ad-Din va iniciar les operacions de conquesta que va aconseguir amb certa facilitat, i va restablir l'ordre en poques hores. Mujir-ad-Din, que s'havia fet fort a la ciutadella, va acceptar el govern d'Homs a canvi. Nur-ad-Din va garantir la seguretat a la ciutat, va restablir els subministraments, va abolir taxes i va concedir una amnistia podent retornar alguns exiliats com el notable Ussama ibn Múnqidh (vegeu Banu Múnqidh) que estava exiliat feia 10 anys i va retornar al gener del 1154.
Nur-ad-Din gaudia al nord d'una posició ferma: el seu control d'Alep no tenia rival, perquè limitava al nord amb el seu sogre Massud I de Rum; a l'est arribava fins al Balik i el seu germà aliat Sayf-ad-Din Ghazi I governava a Mossul; el seu poder s'estenia ara al sud fins a Damasc, Bosra i Salkhad. Baalbek no s'havia sotmès i el 1155 Nur-ad-Din va convidar el governador local, l'amir Dahhak al-Bikai, a sotmetre's, ja que la plaça depenia de Damasc, però l'amir va refusar. Nur-ad-Din va enviar tropes i finalment Baalbek es va sotmetre el 9 de juny de 1155. Es va fer també una treva amb el Regne de Jerusalem i una altra amb el Principat d'Antioquia. Així amb les fronteres segures, Nur-ad-Din podia ara intervenir en la lluita entre els seljúcides i els danixmèndides, després que, mort Massud I el 1156, el seu fill i successor Izz-ad-Din Kilij Arslan II va haver d'enfrontar als seus rivals danixmèndides de Sivas que es van apoderar de les places a la riba dreta de l'Eufrates especialment al-Bira. Els danixmendites estaven dirigits per Malik Yaghibasan Nizam-ad-Din (1142-1164) que era cunyat de Nur-ad-Din, i que li va demanar suport.
Reinald de Chatillon, príncep d'Antioquia (1153–1160) va provocar alguns enfrontaments amb els zengites i el governador zengita de Síria del nord, Majd-ad-Din, va atacar en revenja Harim. Nur-ad-Din va marxar amb un exèrcit per donar suport al seu governador però Reinald va demanar la pau i la treva fou renovada. Nur-ad-Din va tornar a Damasc el novembre de 1156. Llavors va renovar la treva amb Jerusalem però l'acord es va trencar per iniciativa dels croats el febrer del 1157, quan Balduí III de Jerusalem, empès pels deutes, va fer un atac de saqueig contra la regió del Jawlan on pasturaven grups turcmans. Nur-ad-Din en revenja va atacar Baniyas per mitjà d'un exèrcit manat pel seu germà Núsrat-ad-Din Amir-Amiran; aquest va derrotar els francs (abril de 1157) i va estar a punt d'ocupar Baniyas però l'arribada de reforços francs el va obligar a retirar-se.
Els croats van establir el seu campament a Bukaya, prop d'Hisn al-Akrad, per atacar al mitja Orontes. El juliol alguns terratrèmols van damnar diverses fortaleses i Nur-ad-Din va sortir de Damasc l'agost per restaurar les pitjor parades. Va estar un temps a Sarmin on a l'octubre es va posar malalt; llavors va cridar al seu germà Núsrat-ad-Din, a Xirkuh, i altres oficials principals. Va designar al seu germà com a successor a Alep; Najm-ad-Din Ayyub seria governador militar a Damasc i Xirkuh seria el representant de Núsrat a Damasc. Després fou portat a Alep, esperant morir, però es va recuperar. Llavors va fer ocupar Xaizar, on per causa del terratrèmol havien mort la majoria dels Banu Múnqidh i després va tornar a Damasc el 7 d'abril de 1158. Els francs havien fet incursions al Hauran i a la Ghuta (a Darayya) i en revenja va aixecar un exèrcit que va sortir de Damasc l'11 de maig de 1158 i va assetjar Habis Jaldak, lloc fortificat dels croats a l'est del Jawlan, i al sud-oest del llac Tiberíades. Davant un exèrcit d'ajut croat, Nur-ad-Din va aixecar el setge i va enfrontar als francs no lluny del Jordà (13 de juliol), sent derrotat per Balduí III
A l'inici del 1159 Nur-ad-Din tornava a estar greument malalt a Damasc quan es va saber que l'emperador romà d'Orient Manuel I Comnè (1143-1180) s'acostava des de Cilícia. Aquesta vegada Nur-ad-Din no va designar hereu al seu germà, i va advertir als seus generals contra les males intencions d'aquest; al seu lloc va designar hereu a un altre germà, Qutb-ad-Din Mawdud de Mossul. Una coalició entre romans d'Orient i croats amenaçava a Nur-ad-Din i aquest va ordenar abandonar les places més difícils de defensar i va concentrar les defenses en Alep. Finalment a final de maig, amb Nur-ad-Din ja recuperat, es va arribar a un acord: Manuel I Comnè rebria l'ajut de Nur-ad-Din contra el sultanat de Rum (on regnava Kilij Arslan II) i es retirava de Síria. El govern d'Haran fou donat a l'amir isfahsalar Zayn-ad-Din Ali Küčük, governador d'Irbil. Llavors des d'Haran es va dirigir a Rakka on l'amir jandar havia mort, i la va arrabassar als seus fills. Al mateix temps, coordinat amb els romans d'Orient, va atacar als seljúcides a Eskişehir, i es va apoderar de les possessions de Kilij Arslan II que abans havien estat del comtat d'Edessa, entrant a Ain Tab (Ayntab), Raban, Kaysun, Rahasna i Maraix. L'any següent Kilij Arslan II va aconseguir finalment fer la pau amb el seu cunyat Nur-ad-Din i poc després també va ajustar la pau amb l'Imperi Romà d'Orient.
El 1161 Balduí III va atacar l'Hauran però Najm-ad-Din Ayyub va negociar la seva retirada i una treva de tres mesos, al final dels quals els francs van retornar quan encara Nur-ad-Din estava ocupat al nord. Va tornar a Damasc a la tardor del 1161 i finalment es va signar una treva de dos anys i després va tornar a Alep. Aprofitant la pau d'aquell moment va fer la peregrinació (1161) retornant el febrer del 1162. Assabentat de plans croats contra Egipte va decidir fer accions de diversió i aprofitant una estada a Trípoli del rei Balduí III, va aixecar un exèrcit i va atacar Harim. Els francs estaven prop d'allí però van refusar el combat; però Nur-ad-Din va aixecar el setge d'Harim.
El febrer de 1163 va pujar al tron el rei Amalric I de Jerusalem que va orientar la seva política contra Egipte. Es va produir alguna revolta d'amirs contra el visir dels fatimites, Talai, un armeni musulmà xiïta. Un atemptat contra el visir va fallar però en un segon intent el 10 de setembre, Talai va resultar mort. Mentre Nur-ad-Din va acampar a al-Bukaya la primavera del 1163 (al peu del Krak dels Cavallers) i fou sorprès pels francs durant la migdiada, havent de fugir fins al llac Kadix o Kadeix (Buhayrat Kadix). Després d'això va començar una fase espiritual, molt religiosa, que va atreure la simpatia del poble però no la dels generals.
A primers de 1164 va arribar a la seva cort el visir egipci xawar, expulsat per una revolta (agost de 1163) del general Dirgham, demanant ajut i oferint a canvi un terç dels ingressos d'Egipte i la cessió d'una zona al nord-est del delta. L'abril de 1664 Nur-ad-Din va decidir enviar un exèrcit manat per Xirkuh, per restablir a Xawar. Llavors Dirgham va cridar en ajut els francs i va oferir a Amalric I la seva submissió, de manera que Egipte quedaria com a vassall del regne de Jerusalem. Amalric va acceptar però no tenia prou tropes per lluitar contra Nur-ad-Din a Síria i a Egipte
La primavera del 1165, per evitar una intervenció romana d'Orient; Nur-ad-Din va alliberar a Bohemon III contra un rescat de 100.000 peces d'or. El mateix any aprofitant el captiveri de Ramon III de Trípoli, va creuar la Bekaa i va conquerir la fortalesa de Munaytira. Mentre es feia la segona campanya a Egipte va rebre reforços procedents de Mossul i va ocupar el castell d'Hunin, prop de Baniyas, a les muntanyes Amila. Xirkuh va tornar a Damasc el 5 de setembre de 1167 i va rebre en feu Homs. Després Xirkuh va assetjar Arka; va ocupar Halba i al-Urayma que asseguraven la comunicació entre Tartus i Safitha, però finalment va haver d'evacuar al-Urayma que va desmantellar, i va retornar a Homs. Llavors es va proposar ocupar Beirut però no ho va aconseguir.
A la primavera del 1168 els beduïns Banu Kalb van fer presoner a Xihab-ad-Din Malik ibn Ali ibn Malik, senyor de Kalat Jabar quan estava de cacera al nord de l'Eufrates, i el van entregar a Nur-ad-Din que el va retenir a Alep i li va proposar cedir Kalat Jabar a canvi de diners i un altre feu; primer va refusar però va acceptar finalment el 26 d'octubre de 1168 rebent a canvi Saruj, al sud-est d'Edessa, les salines d'al-Jabbul i Buzaa al districte d'Alep. El 20 d'octubre de 1168 els francs van atacar cap al Caire i Xawar va cridar Nur-ad-Din al que va ratificar les promeses fetes i no complertes. Nur-ad-Din va acceptar i va enviar Xirkuh, amb plens poders. Xirkuh va arribar al Caire i va exercir com a visir, morint el 23 de març de 1169; el va succeir com a visir i com a comandant de les forces zengites a Egipte, el seu nebot Saladí. Amalric, inquiet, va passar a l'ofensiva i es va presentar a Damietta però Nur-ad-Din va enviar contingents a Egipte mentre atacava la indefensa Síria, provocant la retirada dels francs, i el califa va demanar a Nur-ad-Din l'evacuació de les tropes sirianes però Saladí no semblava disposat a obeir. Nur-ad-Din va enviar al Caire a Najm-ad-Din Ayyub, el pare de Saladí, per recordar al fill el seu deure de fidelitat i que calia restablir la khutba en nom del califa abbàssida. Ayyub va sortir de Damasc el 16 d'abril de 1170, i per facilitar el seu camí Nur-ad-Din va fer un atac de distracció a Al-Karak (Jordània).
Un terratrèmol va causar seriosos danys el 1170 i Nur-ad-Din va fer restaurar edificis damnats a Homs, Hamat, Barin i Alep. Qutb-ad-Din Mawdud de Mossul va morir el 6 de setembre de 1170, i el va succeir el seu fill Sayf-ad-Din Ghazi II passant per davant del seu germà gran Imad-ad-Din Zengi II, per consell de l'eunuc Abd al-Massih que aspirava a governar en nom del jove príncep. Imad-ad-Din Zengi II es va refugiar a Alep amb Nur-ad-Din Mahmud, que buscava una excusa per annexionar Mossul. El 14 de setembre de 1170 Nur-ad-Din va sortir cap a l'Eufrates que va creuar a Kalat Jabar i va arribar a Rakka, el governador de la qual li va obrir les portes a canvi d'una generosa compensació. Va dominar la regió del Khabur (que depenia de Mossul) i va assetjar Sinjar. Fakhr-ad-Din es va posar llavors sota protecció de Xams-ad-Din Ildeguiz que va enviar una ambaixada a Nur-ad-Din per demanar que no fes cap acció contra Mossul. Encara el setembre de 1170 Nur-ad-Din es va apoderar de Sinjar i tot seguit va assetjar Mossul que es va rendir el 22 de gener de 1171; Abd al-Massih fou enderrocat i al seu lloc fou designat Gümüixtekin, un dels oficials de Nur-ad-Din, però va mantenir al seu nebot Ghazi II al tron com amir de Mossul amb la regió de Jazirat Ibn Úmar, i va donar a Zengi II la regió de Sinjar en feu. El juny del 1171 era a Damasc i poc després va anar al seu campament de Tell al-Aixtara des d'on vigilava els moviments dels francs.
El 1172 va ordenar a Saladí dirigir les seves tropes a Palestina per agafar als francs entre dos focs. El primer objectiu fou al-Karak que es va rendir a Saladí als pocs dies de setge. Però Saladí no volia la desaparició del Regne de Jerusalem, que separava Egipte de Síria, i va tornar al Caire, escrivint al seu sobirà per anunciar que s'havia retirat per uns suposats disturbis xiïtes a la capital d'Egipte. Però Nur-ad-Din no el va creure i va decidir marxar a Egipte. Llavors Nur-ad-Din, aconsellat pel seu pare, va fer submissió expressa i Nur-ad-Din va renunciar a l'expedició. El setembre de 1172 els francs van atacar altre cop l'Hauran i van arribar a Xaykh Miskin. Nur-ad-Din va sortir de Damasc i va acampar a Kiswa al Marj al-Suffar; els francs es van retirar a Xallala on foren atacats per Nur-ad-Din; el districte de Tiberíades fou saquejat i els francs es van retirar.
Llavors Nur-ad-Din va ajudar l'armeni Mleh a expulsar les guarnicions de Massisa, Adana i Tars. Va buscar l'ajut del sultà de Konya o Rum per atacar el Principat d'Antioquia però Manuel I Comnè va fer una advertència ferma a Kilij Arslan II i aquest va rebutjar l'aliança i va atacar al seu veí el danixmendita Malik Dhu l-Nun (1172-1174). Aquest es va refugiar a territori de Nur-ad-Din on també van arribar l'amir de Malatya i l'amir d'al-Majdal als que Nur-ad-Din va prometre suport i va llençar un ultimatum a Kilij Arslan II que el va refusar. Nur-ad-Din li va declarar la guerra i mentre Mleh atacava Cilícia, els zengites ocupaven Raban, Marzuban, Kaysun i Bahasna, posicions seljúcides de la riba dreta de l'Eufrates. El 3 de juliol de 1173 va ocupar Maraix i poc després Kilij Arslan va demanar la pau. Nur-ad-Din hi va accedir a canvi d'alliberar als presoners, i enviar un contingent per lluitar contra els francs o bé atacar pel seu compte als romans d'Orient.
Nur-ad-Din va enviar una ambaixada a Bagdad per demanar al califa ser investit amb tots els territoris que dominava. El califa hi va accedir i això privava als grans seljúcides de títol jurídfic per les terres a l'oest del Tigris. Aprofitant l'absencia d'Amalric I que havia viatjat a Antioquia, va planejar atacar les terres de l'est del riu Jordà, ocupant al-Karak i Xawbak que controlaven la ruta cap a Egipte. El maig de 1173 va ordenar a Saladí anar a assetjar al-Karak; el juliol Nur-ad-Din va marxar a la zona però quan estava a dos dies de marxa, Saladí es va retirar, al·legant que el seu pare Ayyub estava greument malalt al Caire i que si moria, la seva absència seria aprofitada per restaurar la independència egípcia. Nur-ad-Din va tornar a Alep (setembre de 1173). i poc després els francs atacaven una vegada més l'Hauran.

## Mort
Nur-ad-Din va preparar una expedició a Egipte per fer tornar a Saladí a l'obediència, i va planejar que marxaria el maig del 1174 després del ramadà i amb forces arribades des de Mossul. Poc abans de marxar es va posar malalt i va morir el 15 de maig de 1174. Fou enterrat a Damasc, primer a la ciutadella i després a una madrassa prop de la gran mesquita.